# Cryptantha semiglabra
Cryptantha semiglabra là loài thực vật có hoa trong họ Mồ hôi. Loài này được Barneby mô tả khoa học đầu tiên năm 1943.